# Thomas Bertelsen (arkitekturhistoriker)
Thomas Bertelsen (født 3. oktober 1972) er en dansk arkæolog, arkitekturhistoriker og chef for bygningskultur hos arkitektfirmaet Over Byen Arkitekter. Thomas Bertelsen er cand.mag. fra Afd. for middelalder- og renæssancearkæologi, Aarhus Universitet i 2003, hvorfra han i 2007 også forsvarede sin Ph.d.-afhandling Danmarks Senmiddelalderlige Kirketårne - studier i dansk bygningskultur 1400-1550.  Siden sin tidlige studietid har Thomas Bertelsen været optaget af den arkitektoniske kulturarv, en interesse der i 1999-2001 blev styrket under studier på Institut for Arkitektonisk Kulturarv, Arkitektskolen Aarhus. Som særligt forskningsområde har Thomas Bertelsen haft fokus på middelalderens og renæssancens bygningskunst, som i 2007 kunne videreføres på Nationalmuseet, hvor han blev ansat som redaktør for det topografiske bogværk Danmarks Kirker. I denne stilling har Thomas Bertelsen forestået publiceringen af kirker i både Vestjylland og på Fyn, hvor han har varetaget undersøgelsen og den efterfølgende publicering af en række middelalderlige bykirker: Bogense Kirke, Middelfart Sankt Nikolaj, Assens Vor Frue, kirkerne i Faaborg samt Nyborg Vor Frue. Undervejs i sit virke på ’Danmarks Kirker’ har Thomas Bertelsen yderligere forestået en række store bygningsrelaterede projekter for Nationalmuseet. Mellem 2008 og 2015 varetog han nedtagningen af den vendsysselske middelalderkirke i Mårup, der var ved at styrte i Vesterhavet. I den forbindelse opstod en enestående mulighed for at undersøge de tekniske forudsætninger bag en af landets mange romanske kirker. Siden har Thomas Bertelsen forestået forskningsprojekter rettet mod den romanske frådstenskirke i Jelling samt Roskilde Domkirke, der begge tælles på UNESCOs Verdensarvsliste. Ved årsskiftet 2019-20 forlod Thomas Bertelsen Nationalmuseet til fordel for en stilling som arkitekturhistoriker hos Bertelsen & Scheving Arkitekter ApS, der har restaurering af den arkitektonisk kulturarv som sit primære arbejdsområde.
Thomas Bertelsens bygningsstudier er karakteriseret ved, at de bevæger sig i spændingsfeltet mellem arkæologifagets analytiske tilgang og arkitektfagets forståelse for æstetisk formgivning. Thomas Bertelsen har igennem årerne publiceret en lang række artikler om dansk arkitektur og byggeteknik i navnlig middelalderen og renæssance, og formidler endvidere sit arbejde i såvel faglige som populærvidenskabelige sammenhænge.

## Æresbevisninger
- 2019, Optaget i Kraks Blå Bog.
- 2007, Charles Christensens Mindelegat, Det kgl. Nordiske Oldskriftselskab (tildelt for studiet af senmiddelalderens bygningskultur).
- 1999, Middelalderårets rejselegat, Center for Vikingetids- og Middelalderstudier, Aarhus Universitet (tildelt for studiet af middelalderens kirkelige bygningskultur).

## Forskningsprojekter
- 2017- Nyundersøgelse af Roskilde Domkirkes middelalderlige bygningshistorie (indtil 1536) (Fonden til formidling af Kulturarven Roskilde Domkirke).
- 2015- Den velovervejede enkelhed. Dansk arkitektur 1400-1550 belyst gennem senmiddelalderens kirketårne (Kulturministeriets Forsknings Udvalg i samarbejde med Nationalmuseet og Arkitektskolen Aarhus).
- 2011-2019, Tidlige og sene frådstenskirker – Jelling Kirke i regional kontekst (delprojekt under Nationalmuseets Jellingprojekt).

## Redaktør
- 2016, Bygningsarkæologiske studier 2009-2016 (med Bjerre Fisker, E., Mikkelsen, S. & Pepke, L.).
- 2015, hikuin 39, Sorø-Studier (med Wangsgaard Jürgensen, M. & Vellev, J.).

## Artikler i udvalg
- 2019, Muslingemørtel og megalitter, Skalk 3, s. 6-9.
- 2017, From poor village church to prestige project – the dismantling of the medieval church at Mårup, Church Archaeology in the Baltic Sea Region (red. M. Hiekkanen m.fl.), University of Turku.
- 2016, Kirker af træ, kirker af sten – Arkitektur og dateringsproblemer på Svend Estridsens tid, s.109-132. Svend Estridsen (red. L. C.A. Sonne & S. Croix), s. 109-132.
- 2016, Storhed og fald. Den romanske frådstenskirke i Starup og Haderslevs første stenkirke, Haderslev – en købstad bliver til (red. T. Kristensen), s. 49-84.
- 2015, (med Kaare Lund Rasmussen & Christina Andersen), Naturvidenskabelige undersøgelser af mursten i Sorø Klosterkirke – sortering af mursten, hikuin 39, s. 107-120.
- 2013, Det interessante eller det smukke? Eftertanker om enzymet i den arkitektoniske kulturarv (red. Dorthe Bendtsen m.fl.), s. 64-69.
- 2013, Kirkegavlens spor, Skalk 1, s. 3-9.
- 2012, Kirken i koret, Skalk 1, s. 18-23.
- 2011, Træ fortæller. Dendrokronologiske undersøgelser af Sorø Klosterkirkes tagværk, Sorø.
- 2010, Teglstensformater og forbandter i Danmarks middelalder og renæssance, Flensborgsten – om murstensformater, teglhandel og arkitektur (red. Kirsten H. Clausen & Torben A. Vestergaard), s. 58-65.
- 2009, Fra fattig landsbykirke til præstigebyggeri – nedtagningen af Mårup Kirke, Nationalmuseets Arbejdsmark 2009, s. 71-90.
- 2006, Desorienterede kirketårne. Praktiske løsninger og arkitektoniske idealer i senmiddelalderens kirkebyggeri, hikuin 33, s. 11-28.
- 2005, Værkstedstradition, mesterrelation og bygherre. Et studie af Danmarks senmiddelalderlige styltetårne, hikuin 30, s. 7-24.
- 2005, Gammel Estrups bygningshistorie i middelalder og renæssance, Herregård, Jordegods, Herlighed (red. Britta Andersen & Helene Kjærbøl), s. 25-34.
- 2003, Tranderup Kirkes bygningshistorie, Tranderup Kirke. En landsbykirke – og dens historie (red. Mette Havsteen-Mikkelsen), Ærø, s. 10-23.

## Udgivelser fra redaktionen af Danmarks Kirker
- 2020, Jelling Kirke, Vejle Amt (under udgivelse).
- 208-15, Købstadskirker på Fyn.
- 2008-2009, Landsbykirker i Ringkøbing Amt.